# 2010년 하계 청소년 올림픽
2010년 하계 청소년 올림픽(영어: 2010 Summer Youth Olympics, I Summer Youth Olympic Games, 중국어: 2010年夏季青年奧林匹克運動會, 타밀어: 2010 கோடைக்கால இளையோர் ஒலிம்பிக் விளையாட்டுக்கள், 말레이어: Sukan Olimpik Belia Musim Panas 2010, 프랑스어: 2010 Jeux olympiques d'été de la jeunesse), 은 도시 국가인 싱가포르에서 2010년 8월 14일부터 8월 26일까지 열린 하계 청소년 올림픽이다. 이 대회는 청소년 올림픽의 첫 대회이기도 하다. 204개의 국가 올림픽 위원회의 14~18세의 청소년 3,600명이 참가했으며 26개의 정식 종목과 184개의 세부 종목에서 열전을 벌였다. 싱가포르는 2008년 2월 21일에 105명의 IOC 위원이 참여한 투표에서 개최 도시로 선정되었다.

## 조직
싱가포르 청소년 올림픽 조직 위원회는 청소년 올림픽 첫 대회를 조직하는 일을 맡았다. 조직 위원회는 각료이자 정무 차관인 테 세르 럭의 도움으로 구성되었다. 또한 부서간위원회는 지방자치개발성의 사무차관이자 조직 위원회 부위원장인 니암 치앙 멩(Niam Chiang Meng)이 설립했다. 싱가포르는 대회를 준비하면서 국제적인 지원을 받기도 했다. 2008년 하계 올림픽의 개최국가인 중화인민공화국은 대회 준비를 하면서 싱가포르를 기꺼이 돕겠다는 말을 했다. 2012년 하계 올림픽의 조직위원장인 서배스천 코 경은 코치와 사무관을 포함해서 이 대회에 그의 조직위원회 위원들이 오는 것을 계획하고 있다고 밝혔다. 유치 위원회는 36개 호텔의 4,310개의 방이 확보되어 있다고 말했다. 대회의 공식 호텔 파트너는 페어몬트 싱가포르다.

### 후보 도시
| 도시     | NOC 이름 | 유효득표 수 |
| 싱가포르 | 싱가포르 | 53          |
| 모스크바 | 러시아   | 44          |

제117차 국제 올림픽 위원회 총회를 개최함에 따라 싱가포르는 자국내에서 규모가 꽤 있는 종합 스포츠 대회를 열기로 했다. 입후보할 때의 장점으로는 세계와의 높은 접속성, 독립 국가로서의 젊음, 훌륭한 다문화 융합 정책에 대한 긍정적인 평가 등이 있었다. 이 도시 국가는 첫 번째로 공식 웹사이트를 열고 입후보 로고(IOC의 입후보 로고에 대한 규칙을 어기고도.) 입후보 슬로건인 '타오르는 발자취(Blazing the Trail)'를 2007년 10월 16일에 공개하는등 높은 지명도 캠페인을 펼쳐나갔다. 국내 지지도도 높아서 싱가포르의 학생들은 개최를 지지한다는 뜻에서 100만명이 서명운동을 하기도 했다. 로고 선발 대회에는 1,500명의 참가자가 나왔으며 선출작인 '청소년의 정신'(Sprit of Youth)은 2010년 1월 10일에 공개되었다.
11개의 도시가 입후보에 관심을 표명했으며 9개의 도시가 신청을 했다. 그 중에서 5개의 도시가 후보도시로 올랐으며 그 명단은 다음과 같다: 아테네 (그리스), 방콕 (타이), 모스크바 (러시아), 싱가포르, 토리노 (이탈리아). 이 도시 중에서 최종후보지로 두 개의 도시가 가려졌으며 두 도시는 싱가포르와 모스크바였다. 2008년 2월 21일에 스위스 로잔에서 IOC 위원장인 자크 로게가 TV로 중계되는 가운데 싱가포르가 개최도시가 되었다고 발표했다.
| “ | The International Olympic Committee has the honor of announcing that the 1st summer youth olympic games in 2010 are awarded to the city of 'Singapore'. 국제 올림픽 위원회는 2010년에 열릴 첫 번째 하계 청소년 올림픽을 '싱가포르'로 발표하는 영광을 가졌습니다. | ” |
|   | — 자크 로게, 스위스 로잔 |   |

청소년 올림픽 선수촌과 승마 경기 장소를 짓는 데에 관한 걱정이 있었다. 시간에 맞추면서 걱정을 상쇄시키기 위해 건축 전문가들은 대학교에 올림픽 선수촌을 지으면 4억 2300만달러로 지을 수 있다고 했다. 경마 경기장도 이와 비슷하게 하자고 했고 그러면 제시간에 끝낼 수 있다고 했다. 그런데 전문가의 생각과는 반대로 싱가포르 국립 대학교의 학술도시에 짓는 것은 건축비가 늘어나서 선수촌 짓는 것에 어려움을 겪었다. 결국 주롱 웨스트에 있는 난양 기술 대학교에 짓기로 했다.

### 예산
애초에 예산은 755억 US달러(1050억 싱가포르달러)가 들 것으로 보였으며 정부는 이에 대해 강력한 지원을 했다. 싱가포르의 대회에 대한 성공적인 개최 성공 후에 싱가포르의 대회에 대한 성공적인 개최 성공 후에는 지역의 대대적인 공사와 대회의 규모를 위해 예상 치의 3배에 달하는 2억 8400만 US달러(3억 8700만 싱가포르달러)가 예상되었다. 예산은 병참업무, 교통, 보안, 경기장 재보수와 과학 기술에 들었다. 재정적으로 볼 때 싱가포르 국내 회사가 대회의 계약액의 70%에 달하는 2억 6000만 US달러를 끌어들였다.

### 인프라
청소년 올림픽 선수촌은 난양 기술 대학교에 위치했다. 2010년 6월 7일에 비비만 발라크리슈만은 선수촌장으로 테오 설 럭, 부선수촌장으로 카나하사바이 쿠날란과 조셸린 예오를 지정했다. 그들은 선수와 구성위 사이에서 중재인이 된다.
모든 주요시설은 청소년 올림픽 선수촌, 메인 미디어 센터(MMC), 올림픽 페밀리 호텔(OFH)에서 30분 내로 이동이 가능하다. 대회 교통 통제 센터(Event Transport Operations Centre, ETOC)는 청소년 올림픽을 위해 특별 교통 운영을 실시하며 실시간 여행 정보 서비스도 제공한다. 왕복 버스 서비스는 인증된 사람을 통해 모든 청소년 올림픽 주요 시설로 연결되어있으며 공공버스와 지하철에 무료로 탈 수도 있다. 올림픽선(線)은 청소년 올림픽과 관련된 모든 시설에 가장 빨리 접근할 수 있다.

### 마케팅
조직위원회는 공식 홈페이지를 통해 2008년 7월 29일부터 당해 8월 29일까지 전 세계적으로 이번 대회의 로고 신청을 접수한다고 밝혔으며 로고를 만들 때는 싱가포르를 상징하는 것, 올림픽 이념, 청소년 정신을 나타내야 한다고 덧붙였다. 첫 번째 청소년 올림픽의 공식 메달 디자인 선정은 2009년에 IOC에서 벌였다. 11월부터 12월까지 34개국의 나라에서 약 100개의 후보들이 접수되었으며 온라인 투표는 2010년 1월 22일자로 종료되었다.
이번 대회의 마스코트는 리오와 멀리로 각기 불을 상징하는 수컷 사자와 물을 상징하는 암컷 머라이언을 상징한다.
공식 주제가는 'Everyone'이다. 5대륙을 대표하는 가수인 조디 윌리엄스, 숀 킹스턴, 타비타 나우저, 스티브 애플턴, 제시카 마우보이가 불렀으며 이 곡의 총 프로듀서는 싱가포르에서 존경받는 프로듀서인 켄 림이 맡았다.

## 성화 봉송
청소년 올림픽의 성화 봉송 계획은 2010년 1월 26일에 공개되었다. 성화는 2010년 7월 23일에 점화되었으며 5개의 대륙을 대표하는 '기념 도시'(Celebration Cities)라는 별명이 붙은 다음의 도시를 지나갔다.
- 독일, 베를린
- 세네갈, 다카르
- 멕시코, 멕시코시티
- 뉴질랜드, 오클랜드
- 대한민국, 서울

성화는 높이가 60cm이며 폭은 5~8cm이고 무게는 약 1kg이다.

## 일정
| ● | 개회식 |  | 예선경기 | ● | 순위결정전 | ● | 폐회식 |

| 8월                  | 14일 | 15일 | 16일 | 17일 | 18일 | 19일 | 20일 | 21일 | 22일 | 23일 | 24일 | 25일 | 26일 | 금메달 수 |
| -------------------- | ---- | ---- | ---- | ---- | ---- | ---- | ---- | ---- | ---- | ---- | ---- | ---- | ---- | --------- |
| 행사                 | ●    |      |      |      |      |      |      |      |      |      |      |      | ●    |           |
| 다이빙               |      |      |      |      |      |      |      | 2    | 2    |      |      |      |      | 4         |
| 수영                 |      | 2    | 4    | 4    | 4    | 4    |      |      |      |      |      |      |      | 18        |
| 양궁                 |      |      |      |      | 1    | 1    |      | 1    |      |      |      |      |      | 3         |
| 육상                 |      |      |      |      |      |      | 2    | 4    | 4    | 4    | 4    | 4    |      | 22        |
| 배드민턴             |      |      |      |      |      |      |      |      |      |      |      |      | 2    | 2         |
| 농구 (길거리 농구)   |      |      |      |      |      |      |      |      | 2    |      |      |      |      | 2         |
| 복싱                 |      |      |      |      |      |      |      |      |      |      | 4    | 4    |      | 8         |
| 카누 (스프린트)      |      |      |      |      |      |      |      | 1    | 1    |      |      |      |      | 2         |
| 사이클 (BMX)         |      |      |      |      |      |      |      | 1    | 1    |      |      |      |      | 2         |
| 사이클 (산악 자전거) |      |      |      |      |      |      |      | 1    | 1    |      |      |      |      | 2         |
| 승마 (장애물)        |      |      |      |      |      |      | 1    |      | 2    |      |      |      |      | 3         |
| 펜싱                 |      |      | 2    |      | 2    |      | 2    |      |      |      |      |      |      | 6         |
| 하키                 |      |      |      |      |      |      |      |      |      |      |      | 2    |      | 2         |
| 축구                 |      |      |      |      |      |      |      |      |      |      |      | 1    | 1    | 2         |
| 체조 (기계 체조)     |      |      |      |      | 2    |      | 5    | 5    |      |      |      |      |      | 12        |
| 체조 (리듬 체조)     |      |      |      |      |      |      |      |      |      | 1    | 1    |      |      | 2         |
| 체조 (트램펄린)      |      |      |      |      |      | 2    |      |      |      |      |      |      |      | 2         |
| 핸드볼               |      |      |      |      |      |      |      |      |      |      |      |      | 2    | 2         |
| 유도                 |      |      |      | 4    | 4    |      |      |      |      |      |      |      |      | 8         |
| 근대5종              |      |      |      |      |      |      |      |      | 2    |      | 1    |      |      | 3         |
| 조정                 |      |      |      |      |      | 4    |      |      |      |      |      |      |      | 4         |
| 요트                 |      |      |      |      |      |      |      |      |      |      | 4    |      |      | 4         |
| 사격                 |      |      |      |      |      |      |      |      |      |      |      | 2    | 2    | 4         |
| 탁구                 |      |      |      |      |      | 2    |      |      |      |      |      |      |      | 2         |
| 태권도               |      |      |      |      |      |      |      | 5    | 5    | 5    | 5    |      |      | 20        |
| 테니스               |      |      |      |      |      |      |      | 2    |      |      |      | 2    |      | 4         |
| 트라이애슬론         |      | 2    |      |      |      |      |      |      |      |      |      |      |      | 2         |
| 배구 (실내)          |      |      |      |      |      |      |      |      |      |      |      | 1    | 1    | 2         |
| 역도                 |      |      |      |      |      |      |      | 2    | 3    | 3    | 3    |      |      | 11        |
| 레슬링 (해변)        |      |      |      |      |      |      |      |      |      |      | 2    | 2    |      | 4         |
| 레슬링 (실내)        |      |      |      |      | 7    | 7    |      |      |      |      |      |      |      | 14        |
| 금메달 수            |      | 4    | 6    | 8    | 20   | 20   | 12   | 25   | 22   | 13   | 24   | 22   | 8    | 184       |

## 정식 종목
청소년 올림픽에는 26개의 정식 종목을 포함한 31개의 하위 종목이 있다. IOC가 분류를 한 하위 종목에는 수영에 둘(다이빙, 수영)이 있고 체조에 둘(기계, 리듬)이 있다.
| - 수영 - 다이빙 (8) - 수영 (32) - 양궁 (4) - 육상 (46) - 배드민턴 (5) - 농구 (2) | - 복싱 (11) - 카누 (16) - 사이클 (18) - 승마 (6) - 펜싱 (10) - 축구 (2) - 체조 (18) | - 핸드볼 (2) - 하키 (2) - 유도 (14) - 근대5종 (2) - 조정 (14) - 요트 (11) - 사격 (17) | - 탁구 (4) - 태권도 (8) - 테니스 (4) - 트라이애슬론 (2) - 배구 (4) - 역도 (15) - 레슬링 (18) |

각 종목들은 픽토그램(위의 픽토그램이 아니다.)들로 나타내어 있으며 '청소년의 정신'을 나타내었다. 픽토그램은 각 종목의 특징을 잘 알 수 있도록 하기 위해 독특하고 일관성 있는 스타일을 추구한다. 이번 대회의 종목별 픽토그램은 여기에서 볼 수 있다.
참고
- IOC의 지침에 의해서 농구(길거리)와 배구(실내)는 세부종목이 하나만 있다.

## 참가
IOC의 지침에 따라서 14~18세만 이번 대회에 참가할 수 있다. 올림픽과는 다르게 청소년 올림픽에 참가하는 청소년 선수들은 문화와 교육적 활동에 참가하기 위해 개최국 곳곳에 머물게 된다. 청소년 선수들을 위한 체육 문화 교육 통합 프로그램(integrated sport and culture and education (CEP) programme)도 예정되어있다. 올림픽에 참가하기 위한 예선 통과 조건은 각 종목마다 다르며 NOC와 국제 연맹 참가 선수와 예선 통과 조건 등을 결정한다.

### 각 NOC별 참가
2010년 하계 청소년 올림픽에는 205개의 모든 국가 올림픽 위원회가 이번 대회에 참가하였다. 쿠웨이트 올림픽 위원회는 쿠웨이트 정부의 간섭으로 인해 2010년 1월부터 국제 올림픽 위원회(IOC)로부터 자격 정지 처분을 받으면서 활동을 제한받게 되었다. 그러나 쿠웨이트 선수들은 이러한 조치에도 불구하고 쿠웨이트의 국기 대신 올림픽기를 달고 출전하였다. 다음은 참가 NOC 명단이다. 참가 선수 수는 국가명 옆에 괄호로 표기해두었다.
- 아프가니스탄 (2)
- 네덜란드령 안틸레스 (5)
- 알바니아 (4)
- 알제리 (21)
- 안도라 (4)
- 앙골라 (21)
- 앤티가 바부다 (4)
- 아르헨티나 (59)
- 아르메니아 (14)
- 아루바 (4)
- 아메리칸사모아 (4)
- 오스트레일리아 (100)[24]
- 오스트리아 (16)
- 아제르바이잔 (12)
- 바하마 (11)
- 방글라데시 (6)
- 바베이도스 (9)
- 부룬디 (4)
- 벨기에 (51)
- 베냉 (4)
- 버뮤다 (4)
- 부탄 (1)
- 보스니아 헤르체고비나 (5)
- 벨리즈 (3)
- 벨라루스 (50)
- 볼리비아 (25)
- 보츠와나 (5)
- 브라질 (81)[25]
- 바레인 (4)
- 브루나이 (3)
- 불가리아 (21)
- 부르키나파소 (3)
- 중앙아프리카 공화국 (5)
- 캄보디아 (4)
- 캐나다 (61)[26]
- 케이맨 제도 (3)
- 콩고 공화국 (3)
- 차드 (3)
- 칠레 (50)
- 중화인민공화국 (69)[27]
- 코트디부아르 (6)
- 카메룬 (6)
- 콩고 민주 공화국 (16)
- 쿡 제도 (18)
- 콜롬비아 (25)[28]
- 코모로 (4)
- 카보베르데 (2)
- 코스타리카 (5)
- 크로아티아 (25)
- 쿠바 (41)
- 키프로스 (9)
- 체코 (38)
- 덴마크 (30)
- 지부티 (4)
- 도미니카 연방 (3)
- 도미니카 공화국 (7)
- 에콰도르 (14)
- 이집트 (74)
- 에리트레아 (7)
- 엘살바도르 (4)
- 스페인 (47)
- 에스토니아 (8)
- 에티오피아 (7)
- 피지 (5)
- 핀란드 (19)
- 프랑스 (60)
- 미크로네시아 연방 (4)
- 가봉 (2)
- 감비아 (4)
- 영국 (39)
- 기니비사우 (4)
- 조지아 (5)
- 적도 기니 (21)
- 독일 (70)
- 가나 (20)
- 그리스 (29)
- 그레나다 (6)
- 과테말라 (12)
- 기니 (3)
- 괌 (3)
- 가이아나 (4)
- 아이티 (22)
- 홍콩 (14)
- 온두라스 (4)
- 헝가리 (51)
- 인도네시아 (14)
- 인도 (32)
- 이란 (52)
- 아일랜드 (25)
- 이라크 (5)
- 아이슬란드 (6)
- 이스라엘 (15)
- 미국령 버진아일랜드 (8)
- 이탈리아 (62)
- 영국령 버진아일랜드 (3)
- 자메이카 (15)
- 요르단 (6)
- 일본 (71)
- 카자흐스탄 (47)
- 케냐 (10)
- 키르기스스탄 (8)
- 키리바시 (4)
- 대한민국 (72)
- 사우디아라비아 (9)
- 쿠웨이트 출신 (3)
- 라오스 (3)
- 라트비아 (11)
- 리비아 (7)
- 라이베리아 (5)
- 세인트루시아 (5)
- 레소토 (4)
- 레바논 (5)
- 리히텐슈타인 (3)
- 리투아니아 (24)
- 룩셈부르크 (5)
- 마다가스카르 (6)
- 모로코 (8)
- 말레이시아 (13)
- 말라위 (3)
- 몰도바 (11)
- 몰디브 (4)
- 멕시코 (42)
- 몽골 (11)
- 마셜 제도 (4)
- 마케도니아 공화국 (6)
- 말리 (7)
- 몰타 (4)
- 몬테네그로 (22)
- 모나코 (4)
- 모잠비크 (3)
- 모리셔스 (9)
- 모리타니 (4)
- 미얀마 (4)
- 나미비아 (6)
- 니카라과 (3)
- 네덜란드 (36)
- 네팔 (4)
- 나이지리아 (13)
- 니제르 (3)
- 노르웨이 (5)
- 나우루 (4)
- 뉴질랜드 (54)
- 오만 (2)
- 파키스탄 (19)
- 파나마 (7)
- 파라과이 (5)
- 페루 (26)
- 필리핀 (10)
- 팔레스타인 (4)
- 팔라우 (4)
- 파푸아뉴기니 (22)
- 폴란드 (43)
- 포르투갈 (19)
- 조선민주주의인민공화국 (11)
- 푸에르토리코 (15)
- 카타르 (6)
- 루마니아 (30)
- 남아프리카 공화국 (62)
- 러시아 (96)
- 르완다 (4)
- 사모아 (3)
- 세네갈 (6)
- 세이셸 (4)
- 싱가포르 (129) (개최국)
- 세인트키츠 네비스 (2)
- 시에라리온 (3)
- 슬로베니아 (24)
- 산마리노 (4)
- 솔로몬 제도 (4)
- 소말리아 (2)
- 세르비아 (32)
- 스리랑카 (71)
- 상투메 프린시페 (4)
- 수단 (8)
- 스위스 (22)
- 수리남 (5)
- 슬로바키아 (17)
- 스웨덴 (15)
- 스와질란드 (3)
- 시리아 (4)
- 탄자니아 (4)
- 통가 (2)
- 태국 (35)
- 타지키스탄 (6)
- 투르크메니스탄 (5)
- 동티모르 (3)
- 토고 (4)
- 중화 타이베이 (24)
- 트리니다드 토바고 (26)
- 튀니지 (24)
- 튀르키예 (55)
- 투발루 (2)
- 아랍에미리트 (5)
- 우간다 (6)
- 우크라이나 (55)
- 우루과이 (4)
- 미국 (81)
- 우즈베키스탄 (21)
- 바누아투 (22)
- 베네수엘라 (21)
- 베트남 (13)
- 세인트빈센트 그레나딘 (3)
- 예멘 (5)
- 잠비아 (5)
- 짐바브웨 (27)

## 주요 장소

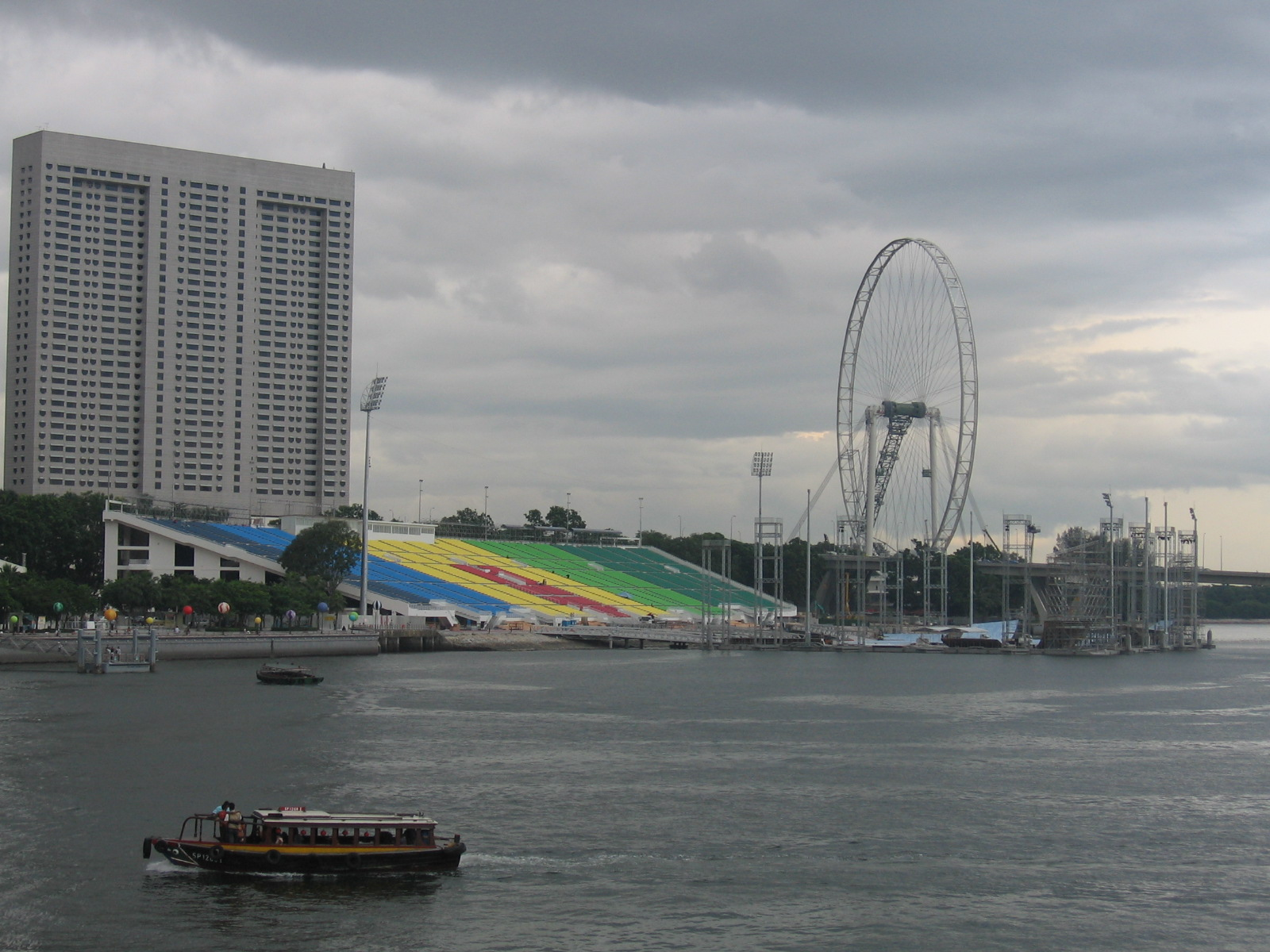
세계에서 가장 큰 수상무대인 더 플로트@마리나 베이로 개회식과 폐회식이 열린다.

총 18개의 장소가 이번 대회 때 경기장으로 사용된다. 11개의 경기장은 이전부터 있었으며 6개의 경기장은 이번 대회를 위해 지어졌으며 대회가 끝나면 철거되고 1개의 경기장(싱가포르 터프 클럽)이 신설되었다. 연습시설로 12개의 건물이 지어지기도 했다. 싱가포르 실내 경기장과 더 플로트@마리나 베이같은 경기장은 각 경기장에서 열릴 경기 때문에 개∙보수 공사를 했으며 칼랑 필드는 양궁 경기를 열기 위해 업그레이드 되었다. 수상무대인 플로트@마리나 베이는 이번 대회의 주경기장이며 개회식과 폐회식을 연다. 이 경기장은 최대 25,000명의 인원을 수용할 수 있어서 이번 대회 경기장 중 수용인원이 가장 큰 경기장이기도 하다.
모든 주요시설은 청소년 올림픽 선수촌, 메인 미디어 센터(MMC), 올림픽 페밀리 호텔(OFH)에서 30분 내로 이동이 가능하다. 대회 교통 통제 센터(Event Transport Operations Centre, ETOC)는 청소년 올림픽을 위해 특별 교통 운영을 실시하며 실시간 여행 정보 서비스도 제공한다. 왕복 버스 서비스는 인증된 사람을 통해 모든 청소년 올림픽 주요 시설로 연결되어있으며 공공버스와 지하철에 무료로 탈 수도 있다. 올림픽선(線)은 청소년 올림픽과 관련된 모든 시설에 가장 빨리 접근할 수 있다.
이번 대회의 청소년 올림픽 선수촌(Youth Olympic Village, YOV)은 2010년 8월 10일부터 28일까지 18일간 약 5,000명의 선수와 임직원을 맞는다. 선수촌은 난양 기술 대학교에 있으며 편의시설등을 제공한다. 또한 선수촌에서는 청소년 선수들을 위해 특별히 준비한 문화 및 교육 체험 기회도 마련한다. 2010년 6월 7일에 교통부 정무차관이자 SYOGOC의 고문인 테오 설 럭(Teo Ser Luc)이 선수촌장으로, 전 육상 국가대표 선수인 카나가사바이 쿠날란과 전 수영 국가대표 선수인 조셸린 예오(Joscelin Yeo)는 부선수촌장으로 내정되었다.

### 메달 집계
| 순위 | 국가           | 금메달 | 은메달 | 동메달 | 합계 |
| ---- | -------------- | ------ | ------ | ------ | ---- |
| 1    | 중국           | 30     | 16     | 5      | 51   |
| 2    | 러시아         | 18     | 14     | 11     | 43   |
| 3    | 대한민국       | 11     | 4      | 4      | 19   |
| 4    | 우크라이나     | 9      | 9      | 15     | 33   |
| —    | 혼합팀*        | 9      | 8      | 11     | 28   |
| 5    | 쿠바           | 9      | 3      | 2      | 14   |
| 6    | 오스트레일리아 | 8      | 13     | 8      | 29   |
| 7    | 일본           | 8      | 5      | 3      | 16   |
| 8    | 헝가리         | 6      | 4      | 5      | 15   |
| 9    | 프랑스         | 6      | 2      | 7      | 15   |
| 10   | 이탈리아       | 5      | 9      | 5      | 19   |

(*) 혼합팀은 몇몇 종목에서 여러 국가 출신의 선수가 단일팀으로 함께 참가한 팀이다.

## 문화 교육 프로그램
국제 올림픽 위원회(IOC)는 청소년 올림픽이 스포츠, 문화, 교육의 균형을 맞추기 위한 비전을 제시했다. 문화 및 교육 프로그램(Culture and Education Programme, CEP)의 목적은 선수들이 즐기는 동시에 진정한 스포츠맨십을 발전시키며 우수하고, 존경받고, 친근한 올림픽 가치와 같이 살기 위해서 교육시키고, 참여하게하고, 널리 퍼뜨리는 것이다.
참가 청소년들 사이에 문화적 교육을 증진시키기 위해서 YOG 프로그램은 젊음의 체험을 경험하게 하는 것으로 올림픽의 정신과 문화의 다양성을 주제로 한 미술품 전시, 페스티벌등이 있다. 또한 선수들에게는 다양한 종류의 활동이 계획되어있는데 예를 들면 직접 체함하기, 선수끼리 얘기하기, 외부 활동, 모둠별 프로젝트, 전시관 둘러보기 등이 있다. 이러한 모든 것들은 아래에 있는 8개의 다른 테마에 바탕을 둔다.:
- 올림픽 운동의 역사
- 올림픽 이념과 올림픽 가치
- 스포츠 배경(Sports context), 예)프로 선수로서의 경력을 유지하기
- 스포츠에서 위험한 것, 예)도핑, 도박
- 웰빙과 건강
- 청소년으로서 참가하기 (운동에 참가하는 것, 예)스포츠와 관련된 직업등)
- 사회적 책임
- 디지털 미디어

CEP는 올림픽 운동에 활기를 띄고 받아들이는 것을 만들어내는 IOC의 비전을 달성하고 싱가포르에서 열릴 청소년 올림픽의 성공적인 개최를 달성하는 것을 목표로 한다.

### 싱가포르 청소년 올림픽 러닝센터
싱가포르 청소년 올림픽 러닝센터(Singapore’s Youth Olympic Games Learning Centre)는 카이시앙로에 있는 싱가포르 청소년 올림픽 조직 위원회의 본부에 있다. 2008년 10월에 싱가포르 올림픽 평의회장인 테오 치 헤안(Teo Chee Hean)과 전 장대높이뛰기 1인자인 세르게이 부브카가 참석한 가운데에 개관식을 열었다.
이 건물은 2층으로 되어 있으며 면적은 600제곱미터이고 모두 무료로 입장할 수 있다. 평일에 문을 열며(공휴일 때는 9시~17시 30분까지 폐관) 방문객들에게 올림픽 정신을 발견하고 체험하고 싱가포르가 2010년 청소년 올림픽을 개최하는 데까지의 여정을 볼 수 있다. 이 건물에는 방문객들이 다양한 경기 및 올림픽 기록의 역사와 청소년 올림픽에서 볼 수 있는 경기들을 알 수 있도록 몇가지의 구역을 만들었다. 방문객들은 체험관에서 직접 탁구, 펜싱, 농구를 해볼 수도 있다.

## 방송
- 대한민국 - KBS 1TV, KBS 2TV, KBS 24시 뉴스, MBC TV, SBS TV
- 미국 - NBC
- 영국 - BBC
- 일본 - NHK
- 중화인민공화국 - CCTV

## 같이 보기
- IOC 국가 코드 목록